# Uncas
Uncas (en algonquí Wonkus "llop") (1588-1683) fou un dirigent pequot que es va revoltar contra el seu sogre Sassacus i es va separar fundant la fracció dels mohegan. Va donar suport als colons en la Guerra Pequot del 1637. També s'enfrontà al narragansett Miantonomi i el 1675 ajudà als anglesos contra els wampanoag.
Malgrat tenir el mateix nom, no té res a veure amb el personatge Uncas, que apareix a The last of the mohicans, de Fenimore Cooper, ja que es refereix als mohicans o mahicans, tribu algonquina més septentrional.